# Tåstarps socken
Tåstarps socken i Skåne ingick i Norra Åsbo härad, ingår sedan 1971 i Ängelholms kommun och motsvarar från 2016 Tåstarps distrikt.
Socknens areal är 22,39 kvadratkilometer varav 22,19 land. År 2000 fanns här 610 invånare. Kyrkbyn Tåstarp med sockenkyrkan Tåstarps kyrka  ligger i socknen.

## Administrativ historik
Socknen har medeltida ursprung. 
Vid kommunreformen 1862 övergick socknens ansvar för de kyrkliga frågorna till Tåstarps församling och för de borgerliga frågorna bildades Tåstarps landskommun. Landskommunen uppgick 1952 i Hjärnarps landskommun som 1971 uppgick i Ängelholms kommun. Församlingen uppgick 2002 i Hjärnarp-Tåstarps församling.
1 januari 2016 inrättades distriktet Tåstarp, med samma omfattning som församlingen hade 1999/2000. 
Socknen har tillhört län, fögderier, tingslag och domsagor enligt vad som beskrivs i artikeln Norra Åsbo härad. De indelta soldaterna tillhörde Norra skånska infanteriregementet, Norra Åsbo kompani och Skånska husarregementet, Bjäre härads skvadron.

## Geografi
Tåstarps socken ligger nordost om Ängelholm. Socknen är en odlad slättbygd i väster och kuperad skogsbygd i öster.

## Fornlämningar
Några gravhögar och stensättningar från brons- järnåldern är funna.

## Namnet
Namnet skrevs 1346 Tostäthorp och kommer från kyrkbyn. Efterleden innehåller torp, 'nybygge'. Förleden innehåller mansnamnet Tosti..
Namnet skrevs före 1940 även Tostarps socken.